# Kim Jong-chul
Đây là một tên người Triều Tiên, họ là Kim.
Kim Jong-chul (Chosŏn'gŭl: 김정철; Hancha: 金正哲; Hán Việt: Kim Chính Triết; sinh ngày 25 tháng 9 năm 1981) là một công dân Bắc Triều Tiên (thành viên của gia tộc họ Kim), là con trai cả của cố lãnh đạo Triều Tiên Kim Jong-il với người vợ thứ hai của ông ta, là anh ruột duy nhất của nhà lãnh đạo Kim Jong-un và cũng là em trai cùng cha khác mẹ đầu tiên của Kim Jong-nam (người thứ hai là Kim Jong-un). Kim Jong-chul là một trong những người ủng hộ việc em trai mình là Kim Jong-un ra lệnh bắt giữ và xử tử ông Jang Sung-taek, chú của anh ta, vì tội danh phản quốc. Anh ta cũng đã được Hội nghị toàn thể lần thứ 66 Ban chấp hành Liên minh Phụ nữ Dân chủ Triều Tiên bầu vào chức vụ chủ tịch liên minh hội phụ nữ (đáng lẽ ra anh ta không nên giữ chức vụ này vì đây là một chức vụ dành riêng cho phụ nữ).